# Территориальная прелатура
Территориальная прелатура (лат. Praelatura territorialis) — в прошлом также называемая prelatura nullius (dioeceseos) (лат. di nessuna diocesi), является типом церковного округа Католической Церкви латинского обряда.

## Каноническое законодательство
Территориальная прелатура определяется Кодексом канонического права в каноне 370:
Территориальная прелатура
или территориальное аббатство есть определённая часть Народа Божия, ограниченная территориально, попечение о
которой ввиду особых обстоятельств поручается какому-либо прелату или аббату, чтобы он управлял ею, словно диоцезный епископ, в качестве собственного её
пастыря(канон 370)
Это особая форма Церкви, похожая на епархию, определяемая её территорией и руководством её собственного пастыря, упомянутого прелата, который не обязательно получил епископское посвящение.
На своей территории прелат имеет власть как епископ в епархии, за исключением тех действий и богослужений, которые требуют епископского сана или предусмотрены правом только для епархиального епископа.
Территориальными прелатурами являются:
- те ситуации ещё недавнего создания, которые через несколько лет будут преобразованы в епархии;
- те особые ситуации, связанные с наличием большого святилища, которое, привлекая многочисленных паломников, исказило бы нормальную епархиальную жизнь (это имеет место в Италии с территориальной прелатурой Лорето и территориальной прелатурой Помпеи);
- другие конкретные ситуации, такие как Миссия Франции.

## История
Исторически сложилось, что несколько местных церковных престолов, в основном средневекового происхождения, были поручены заботе прелата, архипресвитера или митрофорного аббата, назначенных и непосредственно подчиненных Святому Престолу, эти церковные округа, которые пользовались привилегией, называемой nullius dioecesis (т.е. они были освобождены от юрисдикции местного епископа), сопоставимы с сегодняшними территориальными прелатурами. 
Существование территориальных прелатур и их статус (Praelatura nullius) были признаны Тридентским собором. В XX веке было принято в качестве пастырского решения создания территориальных прелатур на немиссионерских территориях, которые впоследствии могут стать епархиями.
По приказу Папы римского Павла VI от 10 октября 1977 года прелатам больше не присваивается, во время назначения, титулярная епархия, как это имело место ранее, но название территориальной прелатуры, для которой он предназначен

## Текущие территориальные прелатуры
Список действующих территориальных прелатов католической церкви:
1. Территориальная прелатура Айкель;
2. Территориальная прелатура Алту-Шингу-Тукума;
3. Территориальная прелатура Аявири;
4. Территориальная прелатура Батанеса;
5. Территориальная прелатура Бокас-дель-Торо;
6. Территориальная прелатура Деан-Фунеса;
7. Территориальная прелатура Ильяпеля;
8. Территориальная прелатура Инфанты;
9. Территориальная прелатура Исабелы;
10. Территориальная прелатура Итайтубы;
11. Территориальная прелатура Итакуатиары;
12. Территориальная прелатура Каравели;
13. Территориальная прелатура Кафайяте;
14. Территориальная прелатура Корокоро;
15. Территориальная прелатура Лабреа;
16. Территориальная прелатура Лорето;
17. Территориальная прелатура Маражо;
18. Территориальная прелатура Марави;
19. Территориальная прелатура Миссии Франции;
20. Территориальная прелатура Михеса;
21. Территориальная прелатура Мойобамба;
22. Территориальная прелатура Помпеи;
23. Территориальная прелатура Санто-Кристо-де-Эсквипуласа;
24. Территориальная прелатура Сантьяго-Апостол-де-Уанкане;
25. Территориальная прелатура Сан-Фелиса;
26. Территориальная прелатура Тефе;
27. Территориальная прелатура Тромсё;
28. Территориальная прелатура Тронхейма;
29. Территориальная прелатура Уамачуко;
30. Территориальная прелатура Уаутлы;
31. Территориальная прелатура Умауаки;
32. Территориальная прелатура Хесус Мария дель Наяр;
33. Территориальная прелатура Хули;
34. Территориальная прелатура Чота;
35. Территориальная прелатура Чукибамба;
36. Территориальная прелатура Чукибамбилья;
37. Территориальная прелатура Эль-Сальто;
38. Территориальная прелатура Эскеля;
39. Территориальная прелатура Яуйос.

## Упразднённые территориальные прелатуры
- Аббатство нуллис Баньо-ди-Романья;
- Аббатство нуллис Галеаты;
- Архипресвитерство курата Рутильяно;
- Архипресвитерство нуллис Сестино;
- Митрофорное аббатство Сан-Бенедетто (Конверсано);
- Прелатура нуллис Альтамуры;
- Прелатура нуллис Аквавива-делле-Фонти;
- Прелатура нуллис Чериньолы;
- Прелатура нуллис Санта-Лючия-дель-Мела.